# Stawell (Somerset)
Stawell est une paroisse civile et un village du Somerset, en Angleterre.